# Gerard Kroczek
Gerard Kroczek (ur. 26 marca 1938 w Katowicach) – polski działacz partyjny i państwowy, były I sekretarz Komitetu Miejskiego PZPR w Chorzowie, podsekretarz stanu w Ministra Górnictwa (1976–1981).

## Życiorys
Syn Eryka i Anny. Ukończył magisterskie studia inżynierskie, kształcił się też na trzymiesięcznym szkoleniu w Wyższej Szkole Partyjnej KPZR w Moskwie (1971). W latach 60. członek egzekutywy w Komitecie Zakładowym PZPR przy Kopalni Węgla Kamiennego „Lenin” w Mysłowicach oraz członka plenum, egzekutywy i sekretarza Komitetu Miejskiego PZPR w Tychach. W latach 1969–1970 kierownik Wydziału Węglowego w Komitecie Wojewódzkim w Katowicach, następnie do 1972 I sekretarz Komitetu Miejskiego PZPR w Chorzowie. Następnie należał do egzekutywy KW PZPR w Katowicach, zajmował w nim funkcje sekretarza ds. organizacyjnych (1972–1974) i ds. węglowych (1974–1976). Wszedł w skład Wojewódzkiej Rady Narodowej w Katowicach, od 1978 pełniąc funkcję wiceprzewodniczącego jej prezydium. Od kwietnia 1976 do marca 1978 pozostawał podsekretarzem stanu w Ministerstwie Górnictwa. 2 września 1980 podpisywał z ramienia władz porozumienie wałbrzyskie (uznawane niekiedy za część porozumień sierpniowych razem z porozumieniami jastrzębskimi). W lutym 1981 został wykluczony z ugrupowania w ramach rozprawy z partyjnymi stronnikami Edwarda Gierka.